# 28 î.Hr.

## Nașteri
- dată necunoscută: Lucius Nonius Asprenas  (d. ?)